# Odem (Teksas)
Odem – miasto w Stanach Zjednoczonych, w stanie Teksas, w hrabstwie San Patricio.